# Бепотастин
Бепотастин — лекарственный препарат для лечения аллергического конъюнктивита. Одобрен для применения: США (2009)

## Механизм действия
Антагонист H1-рецепторов.

## Показания
Аллергический конъюнктивит.

## Противопоказания
Гиперчувствительность.

## Способ применения
Глазные капли. 1 капля — 2 раза в день.